# Jean-Baptiste Not
Jean-Baptiste Not est un homme politique français né le 1er décembre 1754 à Rumigny (Ardennes) et mort le 23 juillet 1820 à Vervins (Aisne).

## Biographie
Conseiller municipal à Vervins, il est député de l'Aisne en 1815, pendant les Cent-Jours.

## Sources
- « Jean-Baptiste Not », dans Adolphe Robert et Gaston Cougny, Dictionnaire des parlementaires français, Edgar Bourloton, 1889-1891 [détail de l’édition]